# Заяць Андрій Євгенович
Андрій Євгенович Заяць (нар. 1958 Зборів, Тернопільська область, УРСР) — український історик, професор.

## Біографія
Народився в місті Зборів, на Тернопільщину, Українська РСР. В 1982—1987 роках навчався на історичному факультеті ЛНУ. В 1994 році поїхав на стажування в Польщу.
Того ж року захистив кандидатську дисертацію. Тема: “Урбанізаційний процес на Волині у XVI-I пол. XVII ст.” наук.керівник проф. Інкін В.Ф.
У 1987 році розпочав наукову роботу на кафедрі історії України. В 1993 році став завідувачем кафедри українознавства Української академії друкарства. У 1999 році отримав звання доцента кафедри історії України.
У 2019 році захистив докторську дисертацію. Тема: Міське суспільство Волині XVI – першої половини XVII ст. наук. керівник проф. Крикун М.Г.
Провідний спеціаліст з історії Волині.